# Habia rubica
A Habia rubica  a madarak osztályának verébalakúak (Passeriformes) rendjébe és a  kardinálispintyfélék (Cardinalidae) családjába tartozó faj.

## Rendszerezése
A fajt Louis Pierre Vieillot francia ornitológus írta le 1817-ben, a Staltator nembe Staltator rubicus néven.

## Alfajai
- Habia rubica affinis (Nelson, 1897)
- Habia rubica alfaroana (Ridgway, 1905)
- Habia rubica bahiae Hellmayr, 1936
- Habia rubica coccinea (Todd, 1919)
- Habia rubica crissalis Parkes, 1969
- Habia rubica hesterna Griscom & Greenway, 1937
- Habia rubica holobrunnea Griscom, 1930
- Habia rubica mesopotamia Parkes, 1969
- Habia rubica nelsoni (Ridgway, 1902)
- Habia rubica perijana Phelps & Phelps Jr, 1957
- Habia rubica peruviana (Taczanowski, 1884)
- Habia rubica rhodinolaema (Salvin & Godman, 1883)
- Habia rubica rosea (Nelson, 1898)
- Habia rubica rubica (Vieillot, 1817)
- Habia rubica rubicoides (Lafresnaye, 1844)
- Habia rubica rubra (Vieillot, 1819)
- Habia rubica vinacea (Lawrence, 1867)[2]

## Előfordulása
Mexikó, Belize, Costa Rica, Guatemala, Honduras, Nicaragua, Panama, Salvador, Trinidad és Tobago, valamint Argentína, Bolívia, Brazília, Ecuador, Kolumbia, Paraguay, Peru és Venezuela területén honos.
Természetes élőhelyei a szubtrópusi vagy trópusi síkvidéki esőerdők. Állandó, nem vonuló faj.

## Megjelenése
Testhossza 19 centiméter.
|  |  |

## Természetvédelmi helyzete
Az elterjedési területe rendkívül nagy, egyedszáma nagy és ugyan csökken, de még nem éri el a kritikus szintet. A Természetvédelmi Világszövetség Vörös listáján nem fenyegetett fajként szerepel.